# Leuctra pseudohippopus
Leuctra pseudohippopus is een steenvlieg uit de familie naaldsteenvliegen (Leuctridae). De wetenschappelijke naam van de soort is voor het eerst geldig gepubliceerd in 1965 door Raušer.